# 차 (성씨)
차(車,次)씨는 한국의 성씨이다. 2015년 대한민국 통계청 인구조사에서 194,782명으로 조사되어 한국 성씨 인구 39위이다. 본관은 연안 단본이다.